# Ракишев, Баян Ракишевич
Баян Ракишевич Ракишев (род. 15 марта 1934, Шетский район, Карагандинская область) — советский и казахстанский учёный, доктор технических наук (1978), профессор (1981). академик НАН РК (с 2003). Заслуженный деятель Казахстана (2004).

## Биография
Родился 15 марта 1934 года в Шетском районе, Карагандинская область. Происходит из подрода Керней рода Каракесек племени Аргын.
Окончил Казахский горно-металлургический институт (1957)
С 1957 по 1965 г. работал на Коунрадском руднике Балхашского горно-металлургического комбината в должностях начальника смены, цеха и карьера.
В 1965 г. приглашен в Казахский политехнический институт и избран по конкурсу на должность старшего преподавателя, затем доцента (1966-1976 гг.), заведующего кафедрой теоретической механики (1977—1987 гг.), а с 1988 г. — заведующего кафедрой открытых горных работ.
В 1980—1993 гг. — научный руководитель проблемной лаборатории новых физических методов разрушения горных пород и отраслевой лаборатории технологии буровзрывных работ КазПТИ им. В. И. Ленина.
С 1967 по 1974 год работал деканом факультета Автоматики и Вычислительной техники.
В 1980 г. назначается проректором Казахского политехнического института им. В. И. Ленина.
С 1985 по 1992 год работал ректором Казахского политехнического института им. В. И. Ленина.
В 1996 г. избран академиком Народной академии Казахстана «Экология», в 1998 г. — академиком Академии горных наук РФ, Международной академии наук и искусств, в 2002 г.- академиком НАН ВШ РК. С 2003 г. — действительный член (академик) НАН РК.
С 1994 г. по настоящее время Б. Р. Ракишев является научным руководителем проектов по государственным научно-техническим программам в области горных наук.
Б. Р. Ракишев имеет более 600 опубликованных работ.

## Учёное звание
- кандидатская диссертация (1964 г.), докторская диссертация (Московский горный институт, 1978 г.)
- В 1979 г. Б. Р. Ракишев утвержден в ученой степени доктора технических наук, в 1981 г. — в ученом звании профессора, в 1983 г. избран член-корреспондентом АН КазССР

## Награды
- 1984 — почетная грамота Верховный Совет Казахской ССР
- 1986 — Орден Трудового Красного Знамени
- Медали СССР
- 2004 — Заслуженный деятель Казахстана[2].
- 2004 — Медаль «50 лет Целине»
- 2013 — Орден Парасат[3].
- медали Республики Казахстана